# Netzwerk und Fachstelle für internationale Personelle Zusammenarbeit
Der AKLHÜ e.V. - Netzwerk und Fachstelle für Internationale Personelle Zusammenarbeit wurde 1963 in Bonn als Arbeitskreis "Lernen und Helfen in Übersee" e.V. (kurz: AKLHÜ) gegründet. 2018 entschied sich der Vorstand des Vereins, nur noch das Akronym zu nutzen und ließ ein Jahr später den offiziellen Namen des Vereins im Register ändern.
Der AKLHÜ e.V. ist ein Netzwerk von Organisationen, die Fachkräfte und Freiwillige für Lerndienste in internationale soziale Projekte in Entwicklungs- und Schwellenländern vermitteln. Unterstützt wird freiwilliges Engagement in der Entwicklungszusammenarbeit durch politische Interessenvertretung, gegenseitiges Lernen, Bildungsarbeit und den Austausch innovativer und bewährter Praktiken.
Zu den Mitgliedern des gemeinnützigen Vereins zählen staatlich anerkannte Entwicklungsdienste, Freiwilligendienste und Organisationen aus dem Bereich der entwicklungspolitischen Bildungsarbeit.

## Angebote

### Information
Aktuelle Themen zur internationalen personellen Zusammenarbeit präsentiert der AKLHÜ in seinem monatlichen, kostenlosen Newsletter LHÜ-Info. Die jährlichen statistischen Erhebungen zu Personalvermittlung in der EZ, Freiwilligen in internationalen Freiwilligendienste und Freiwilligen in Freiwilligendiensten in Deutschland, geben Aufschluss über aktuelle Entwicklungen und Trends in diesen Bereichen.

### Stellenmarkt Fachkräfte und Freiwillige
Der AKLHÜ unterhält das Internetportal entwicklungsdienst.de mit einem umfangreichen internationalen Stellenmarkt für Fachkräfte und Freiwillige in verschiedene Programmen und Projekten. Im Frühjahr 2019 kam das Portal freiwillig-freiwillig.de hinzu. Es richtet sich an junge Erwachsene bis Ende 20, die als Freiwillige an weltwärts- und IJFD-Projekten teilnehmen wollen.

### Fachmesse Engagement Weltweit

Mit Engagement weltweit, einer deutschlandweit einzigartigen Fachmesse zur Internationalen Personellen Zusammenarbeit für Fachkräfte und Freiwillige, bietet der AKLHÜ nationalen und internationalen Akteuren die Gelegenheit, ihre Aktivitäten der Öffentlichkeit vorzustellen. Interessierte haben die Möglichkeit, sich über Chancen des beruflichen Engagements im Ausland sowie die verschiedenen Arbeitsfelder und die Qualifizierungsangebote zu informieren. Organisationen der Personellen Entwicklungszusammenarbeit, der Not- und Katastrophenhilfe und der Lerndienste sind mit Informationsständen vertreten. Die Fachmesse findet alle zwei Jahre statt und wendet sich insbesondere an berufserfahrene Fach- und Führungskräfte sowie Hochschulabsolventen und Berufseinsteiger.

## Mitglieder
Mitglieder sind:
- ADRA Deutschland e.V.
- AFS Interkulturelle Begegnungen e.V.
- Aktionsgemeinschaft Dienst für den Frieden e.V.
- Arbeitsgemeinschaft für Entwicklungshilfe e.V.
- Brot für die Welt - Evangelischer Entwicklungsdienst Evangelisches Werk für Diakonie und Entwicklung e.V.
- Christliche Fachkräfte International e.V.
- Deutsche Kolpingfamilie e.V.
- Eirene - Internationaler Christlicher Friedensdienst e.V.
- Experiment e.V.
- Forum Ziviler Friedensdienst e.V.
- Freunde der Erziehungskunst Rudolf Steiners e.V.
- German Doctors e.V.
- ICJA Freiwilligenaustausch weltweit e.V.
- IJAB-Fachstelle für internationale Jugendarbeit der BRD e.V.
- IJGD-Landesverein Nordrhein-Westfalen e.V.
- Internationaler Bund e.V.
- Kölner Freiwilligen Agentur e.V.
- Nothelfergemeinschaft der Freunde e.V.
- Open Door International e.V.
- Peace Brigades International-Deutscher Zweig e.V.
- Senior Expert Service gGmbH (SES)
- Service Civil International e.V.
- Via e.V. Verein für internationale und interkulturellen Austausch
- Vietnamesische Interkulturelle Fraueninitiative in Deutschland e.V.
- Weltfriedensdienst e.V.
- Weltweite Initiative für Soziales Engagement e.V.
- World University Service e.V.